# Kenta Fukasaku
Kenta Fukasaku (深作 健太, Fukasaku Kenta, nascut el 15 de setembre de 1972 a Tòquio) és un cineasta i guionista japonès. És fill del director de cinema Kinji Fukasaku i de l'actriu Sanae Nakahara.

## Biografia
Va fer el seu debut com a escriptor a la popular pel·lícula de culte japonesa Battle Royale, que va dirigir el seu pare. Va escriure el guió de la seqüela, Battle Royale II: Requiem, i es va fer càrrec dirigint quan el seu pare va morir de càncer. La pel·lícula es va estrenar al Japó durant l'hivern de 2003.
El 2005, va dirigir una pel·lícula anomenada Under the Same Moon (同じツキみている, Onaji tsuki o miteiru) protagonitzada pel protagonista de Battle Royale Tarō Yamamoto. La seva adaptació del manga Sukeban Deka es va estrenar el 2006, sota el títol Yo-Yo Girl Cop. També va dirigir la pel·lícula de terror X-Cross.

## Filmografia

### Actor
- The Challenge (1982)

### Guionista
- Battle Royale (2000)
- Battle Royale II: Requiem (2003)

### Director
- Battle Royale II: Requiem (2003)
- Under the Same Moon (2005)
- Yo-Yo Girl Cop (2006)
- X-Cross (2007)
- Rebellion: The Killing Isle (2008)
- Black Rat (2010)
- We Can't Change the World. But, We Wanna Build a School in Cambodia. (2011)
- My Summertime Map (2013)
- Ken to Merii: Ameagari no Yozora ni (2013)